# Pasquale Del Vecchio
Pasquale Del Vecchio (Manfredonia, Foggia, Italia, 17 de marzo de 1965) es un dibujante de cómic italiano activo en su país y en Francia.

## Biografía
Graduado en la Facultad de Arquitectura del Politécnico de Milán, Del Vecchio comenzó a trabajar en el mundo de la historieta durante sus años de estudiante, colaborando con la revista 1984. Posteriormente, trabajó para  Il Giornalino e Il Corriere dei Piccoli. En 1991 dibujó junto a Davide Toffolo Memphis Blue para Cyborg, con guion de Daniele Brolli. En 1993 entró en el equipo de Nick Raider de la editorial Bonelli. Dos años después, dibujó una historia de Zona X. Tras dibujar varios álbumes de Napoleone, pasó a trabajar para Tex.
Para el mercado francés, en 2003 comenzó a colaborar con Les Humanoïdes Associés. Dibujó Russel Chase, con guion de Richard D. Nolane; de esta serie fueron editados tres álbumes hasta 2007. Ilustró Mary Diane para Clair de Lune en 2009, junto a Federico Bini, y Blackline para Le Lombard, con Hervé Loiselet y Laurent Queyssi (2011-2012). También trabajó para Glénat, realizando Les Montefiore con Christophe Bec y Stéphane Betbeder, y para Dargaud, dibujando el quinto álbum de W.W. 2.2, con textos de su compatriota Luca Blengino (2013).